# Wilhelm Coblitz
Wilhelm Coblitz (* 24. Februar 1906 in München; † 22. Juli 1996 in Zandt-Flammried) war ein deutscher Jurist und Verwaltungsbeamter im Generalgouvernement Polen.

## Leben
Coblitz studierte in München und Erlangen Jura bis zur Promotion 1933. Seit dem Sommersemester 1927 war er Mitglied der Münchener Burschenschaft Stauffia, der er zeitlebens angehören sollte. Zum 1. Juni 1931 trat er der NSDAP bei (Mitgliedsnummer 545.049) und wurde in der SA Hauptsturmführer. Sein Weg war mit dem NS-Führer und Juristen Hans Frank verbunden. Zuerst arbeitete er mit ihm bei dem nationalsozialistischen Eher-Verlag zusammen, später als Abteilungsleiter im Reichsrechtsamt der NSDAP. 1940 ging er mit ihm in das neu geschaffene Generalgouvernement nach Krakau. Dort wurde er unter dem Präsidenten Frank Direktor des Institut für Deutsche Ostarbeit. Ohne Leitungserfahrung gelang es ihm nur langsam, das Institut mit anerkannten Mitarbeitern arbeitsfähig zu machen. Der akademische Leiter wurde zu Anfang der Frühhistoriker Werner Radig. Ab 1943 wurde der Schwerpunkt von der Geistes- und Agrarwissenschaft zu rüstungswichtigen Projekten verschoben. Er war der Schriftleiter der Zeitschrift Die BURG. Vierteljahresschrift des Instituts für deutsche Ostarbeit.
Coblitz arbeitete nach dem Krieg als Rechtsanwalt in Zandt/Flammried. Er ist auf dem Friedhof in 93499 Zandt beerdigt. Er heiratete 1935 Liselotte Osthelder und hatte einen Sohn, der ebenfalls Rechtsanwalt ist.
Seine Schwester Freda war mit Ludwig Fischer, dem Gouverneur von Warschau, verheiratet. Mit Hans Franks Ehefrau Brigitte ging sie häufig zur Plünderung ins Warschauer und Krakauer Ghetto.

## Schriften
- Der schwere Hausfriedensbruch § 124 RStGB, Murnau 1933 (= Erlanger Dissertation 1933)
- Hans Frank, Wilhelm Coblitz (Schriftleiter): Nationalsozialistisches Handbuch für Recht und Gesetzgebung, Franz Eher Nachf., München 1935
- Theodor von der Pfordten, gefallen an der Feldherrnhalle zu München am 9. November 1923, Franz Eher Nachf., München 1937
- Altdeutsche Kunst aus Krakau und dem Karpathenland, Ausstellung Krakau 1942